# غرانفيل (فيرمونت)
غرانفيل (بالإنجليزية: Granville, Vermont)‏ هي بلدة تقع بولاية فيرمونت في الولايات المتحدة. تبلغ مساحتها 133.4 (كم²)، وترتفع عن سطح البحر 549 م، بلغ عدد سكانها 298 نسمة في عام 2010 حسب إحصاء مكتب تعداد الولايات المتحدة وتصل الكثافة السكانية فيها 2.2 نسمة/كم2.

## وصلات خارجية
- www.granvillevermont.org
- The US50 - Cities and Towns in Vermont State
- Vermont Cities and Towns, Facts, Map, Flag, Colleges, Government, and More